# 우위친
우위친(중국어 정체자: 吳玉琴, 병음: Wú Yùqín, 백화자: Ngôo Gio̍k-khîm, 1969년 5월 1일 ~ )은 타이완의 정치인, 제9, 10대 입법위원이다. 